# Курмаз, Александр Сергеевич
Александр Сергеевич Курмаз (род. 16 мая 1959) — российский дипломат. Чрезвычайный и полномочный посол (2023).

## Биография
Окончил Московский государственный институт международных отношений (МГИМО) МИД СССР (1981). Владеет английским, французским и немецким языками. На дипломатической работе с 1981 года.
- В 2001—2005 годах — советник Посольства России в Германии.
- В 2005—2009 годах — начальник отдела Департамента общеевропейского сотрудничества МИД России.
- В 2009—2017 годах — заместитель директора Департамента общеевропейского сотрудничества МИД России.
- С 6 декабря 2017 по 17 июня 2025 года — чрезвычайный и полномочный посол Российской Федерации в Гайане[1][2].
- С 22 февраля 2018 по 17 июня 2025 года — чрезвычайный и полномочный посол Российской Федерации в Сент-Винсенте и Гренадинах по совместительству[3][2].
- С 10 апреля 2018 по 17 июня 2025 года — чрезвычайный и полномочный посол Российской Федерации в Барбадосе по совместительству[4][2].
- С 6 августа 2018 по 17 июня 2025 года — чрезвычайный и полномочный посол Российской Федерации в Тринидаде и Тобаго по совместительству[5][2].
- С 1 октября 2018 по 17 июня 2025 года — чрезвычайный и полномочный посол Российской Федерации в Гренаде по совместительству[6][2].

## Дипломатический ранг
- Чрезвычайный и полномочный посланник 2 класса (10 апреля 2012)[7].
- Чрезвычайный и полномочный посланник 1 класса (7 февраля 2020)[8].
- Чрезвычайный и полномочный посол (2 октября 2023)[9].

## Награды
- Медаль ордена «За заслуги перед Отечеством» I степени (8 июля 2022) — За большой вклад в реализацию внешнеполитического курса Российской Федерации и многолетнюю добросовестную дипломатическую службу[10].
- Медаль ордена «За заслуги перед Отечеством» II степени (10 сентября 2017) — За большой вклад в реализацию внешнеполитического курса Российской Федерации[11].
- Благодарность президента Российской Федерации (10 августа 2007) — За большой вклад в развитие сотрудничества и взаимопонимания между Российской Федерацией и государствами Европы[12].
- Памятный знак «МПА СНГ. 25 лет» (13 октября 2017) — за содействие в деятельности Межпарламентской Ассамблеи и её органов[13]